# Sabine Pelzmann
Sabine Pelzmann (* 1966 in Klagenfurt) ist eine österreichische Autorin und Unternehmensberaterin.

## Werdegang
Pelzmann wurde 1966 als Sabine Knafl in Klagenfurt im Bundesland Kärnten geboren. Von 1985 bis 1990 studierte sie an der Universität für Bodenkultur in Wien Landwirtschaft und schloss das Studium als Diplom-Ingenieur ab.
Ab 1990 arbeitete Pelzmann im Marketing und im Qualitätsmanagement für die Austria Milch- und Fleischvermarktung (AMF). Ab 1996 hatte sie die Position der stellvertretenden Geschäftsführerin des LFI Steiermark inne. 2001 übernahm sie als Senior Consultant bei der Infora Consulting Group in Graz die Verantwortung für Changemanagement- und Führungskräfteentwicklungsprojekte.
Seit 2004 ist Pelzmann Geschäftsführerin einer Unternehmensberatung. 2009 wurde sie Lehrsupervisorin für „Integrative Supervision und Coaching“ an der Donau Universität Krems. Seit 2010 ist sie zudem als Lektorin tätig.
Pelzmann schreibt Sachbücher (seit 2006) und Lyrik. Sie betätigt sich auch als Bildhauerin (hauptsächlich mit Bronze) und ist Mitglied der Sezession Graz. Ausstellungen hatte sie u. a. in den Gewächshäusern des Botanischen Gartens der Universität Graz („Die Nymphe tanzt“, 2020) und im Bildungshaus Schloss Puchberg („TANZ“en, 2022).
Sabine Pelzmann ist Mutter von zwei Töchtern und lebt in Graz. 

## Veröffentlichungen (Auswahl)

### Sachbücher
- Coaching im Change. Über den Bedarf von Führungskräfteberatung im Rahmen von Changeprozessen. von Sabine Pelzmann, Akademikerverlag, ISBN 978-3-639-86760-2.
- Integrative Tools für die Team- und Organisationsdiagnose. Wirksam beraten. Von Sabine Pelzmann und Bettina Strümpf, 2. Auflage, 2018, Springer Verlag. ISBN 978-3-658-19831-2
- In meinem Ich. von Sabine Pelzmann, 2018, Ueberreuter Verlag, ISBN 978-3-8000-7705-2
- Führung und Macht. Aspekte moderner Führungsrollen – gesehen in Figuren der Grimm`schen Märchen. Von Sabine Pelzmann und Olivia de Fontana, Schäffer Poeschel Verlag, 1. Auflage, April 2020, ISBN 978-3-7910-4717-1

### Lyrik
- Die blaue Stadt. Lyrik, Bauschke Verlag, 2015. ISBN 978-3-902990-35-8
- Sprossranken. Lyrik, edition keiper, 2017. ISBN 978-3-903144-40-8
- Wenn der blauen Feder Wurzeln wachsen. Lyrik von Sabine Pelzmann, edition keiper, 2022. ISBN 978-3-903322-56-1